# بوروفيتشي
بوروفيتشي (بالروسية: Боровичи) هي إحدى مدن روسيا في الكيان الفدرالي الروسي نوفغورود أوبلاست.

## توأمة
لبوروفيتشي اتفاقيات توأمة مع:
- هابسالو